# Lake Cushman
Lake Cushman (más néven Cushman) az Amerikai Egyesült Államok északnyugati részén, Washington állam Mason megyéjében, az azonos nevű tó partján elhelyezkedő önkormányzat nélküli település, egyes források szerint Hoodsport része.